# Casa-Museu Guerra Junqueiro
A Casa-Museu Guerra Junqueiro, ou Casa do Dr. Domingos Barbosa, é uma antiga casa nobre setecentista construída em estilo barroco e que, no século XX, foi transformada num centro cultural em memória do famoso poeta e escritor Guerra Junqueiro, localizada no Porto, em Portugal.
O palacete, datado de 1730 e atribuído a Nicolau Nasoni, está localizado na Rua de D. Hugo, nº 32, na cidade do Porto, e foi doado em 1940 pela família do escritor à Câmara Municipal da cidade, juntamente com o espólio do poeta, com a condição que lá fossem expostas todas as peças que tinham sido reunidas em várias viagens que o escritor fez.
A Casa-Museu Guerra Junqueiro foi classificada como Imóvel de Interesse Público em 1977.
Nascido a 1850, em Freixo de Espada à Cinta, Guerra Junqueiro, que publicou os seus primeiros versos aos 14 anos, faleceu em 1923 com o sonho de uma casa onde pudesse expor todos os objectos que coleccionou ao longo da sua existência e um maravilhoso espólio literário, o que foi concretizado pela sua esposa e pela filha Maria Isabel Guerra Junqueiro.
Expostas no museu podemos ver uma colecção de arte sacra, faiança de Viana do Castelo, pratos de Nuremberga, cerâmicas e mobiliário.

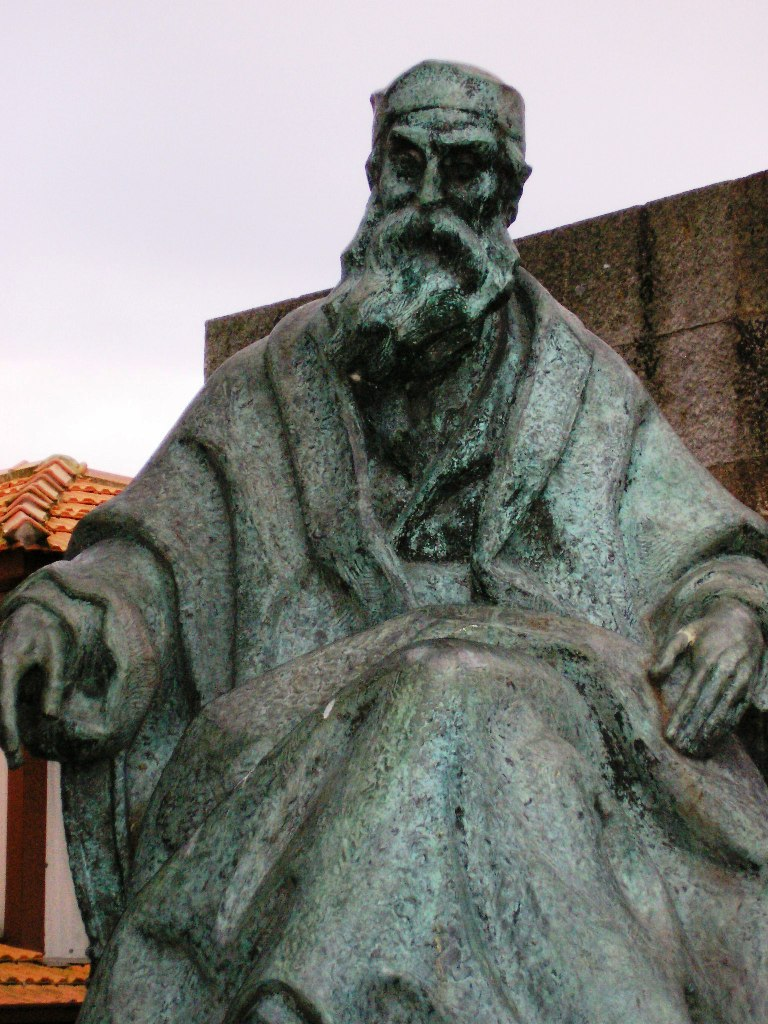
Estátua de Guerra Junqueiro na sua casa-museu, no Porto.